# Ханс Гейлинг
«Ханс Гейлинг» (нем. Hans Heiling) — романтическая опера немецкого композитора Генриха Маршнера с либретто Эдуарда Девриента. Премьера оперы состоялась 24 мая 1833 года в Берлинской опере. На премьере главную роль исполнил сам Эдуард Девриент, а постановкой руководил Маршнер.
«Ханс Гейлинг» считается одной из лучших опер Маршнера. В ней композитор использовал чешскую народную легенду, обработанную Теобальдом Кернером. В «Гансе Гейлинге» фантастические элементы сочетаются с жанрово-бытовыми, так, действие развёртывается на бытовом фоне и переходит в подземное царство.
В России первая постановка оперы состоялась в Большом театре (Москва) 7 января 1838 года с участием Александра Бантышева и Николая Лаврова.

## Действующие лица
| Партия                            | Голос   | Исполнитель на премьере 24 мая 1833 Дирижёр: Генрих Маршнер |
| --------------------------------- | ------- | ----------------------------------------------------------- |
| Королева подземных духов          | сопрано | Мария Тереза Леман-Лева                                     |
| Ханс Гейлинг, её сын              | баритон | Эдуард Девриент                                             |
| Анна, его невеста                 | сопрано | Тереза Грюнбаум                                             |
| Конрад, охотник и её возлюбленный | тенор   | Карл Адам Бадер                                             |
| Гертруда, мать Анны               | альт    | Генриета Валентини                                          |
| Стефан, кузнец                    | бас     | ?                                                           |
| Никлас, портной                   | тенор   | Густаф Беккер                                               |

## Сюжет

### Пролог
Ханс Гейлинг, обитающий в подземном царстве духов, влюбляется в смертную девушку Анну и решается покинуть подземный мир. Его мать пытается убедить его остаться, но он не слушает её и забирает с собой магическую книгу, которая поможет ему сохранить власть над духами.

### Акт 1
Ханс выходит на поверхность Земли и находит Анну и её мать. Мать Анны советует дочке сблизиться с незнакомым богачом. Но Анна находит книгу Ханса и та внушает ей такой страх, что она просит Ханса сжечь её.
Ханс сопровождает Анну на деревенский фестиваль, где их встречает возлюбленный Анны Конрад и его друзья Никлас и Стефан. Конрад уже много лет любит Анну, он приглашает её на танец, чего не одобряет Ханс. Однако Анна уходит с Конрадом.

### Акт 2
После фестиваля Анна возвращается домой по лесу и неожиданно встречает мать Ханса, которая просит её освободить своего сына. Испуганная Анна падает в обморок, её находит Конрад и уводит домой. Дома Гейлинг пытается обольстить Анну своими драгоценностями, но Анна, зная всю правду, отказывается от них. Разгневанный Ханс закалывает Конрада и убегает.

### Акт 3
Гейлинг возвращается в подземный мир и признаётся своим подданным, что потерял книгу и уже не имеет над ними власти, но его подданные присягают ему в верности. Узнав, что Конрад выжил и собирается жениться на Анне, Ханс отправляется на Землю, чтобы отомстить. Он находит молодожёнов в лесной часовне и пробует схватить Анну, которая сопротивляется ему. Конрад пытается заколоть Гейлинга ножом, но волшебные силы защищают его.
В ярости Гейлинг приказывает своим подданным уничтожить всех людей, но в этот момент приходит его мать и успокаивает его. Они вместе возвращаются в подземное царство.

## Известные записи
- Концертная запись из Кёльна, 1966 — хор и симфонический оркестр Кёльнского радио; дирижёр — Йозеф Кайльберт; исполнители — Ханс Францен, Харальд Мейстер, Герман Прей, Хетти Плумашер, Лиана Синек, Леонора Кирштейн.
- 1992 — хор и словацкий филармонический оркестр; дирижёр — Эвальд Кернер; исполнители — Карл Маркус, Томас Мор, Марианна Эклоф, Ладислав Нешиба, Ян Розеналь, Ева Сониглова.